# Grauer Wanzensame
Die Pflanzenart Grauer Wanzensame (Corispermum marschallii) gehört zur Unterfamilie Corispermoideae innerhalb der Familie der Fuchsschwanzgewächse (Amaranthaceae).

## Beschreibung

### Vegetative Merkmale
Der Graue Wanzensame wächst als einjährige krautige Pflanze, die Wuchshöhen von etwa 30 bis 40 Zentimeter erreicht. Sie ist ästig verzweigt. Junge Äste sind behaart mit verzweigten Trichomen, später verkahlen sie. Die wechselständig angeordneten Laubblätter sind sitzend. Die wenig oder kaum fleischige Blattspreite ist flächig, schmal lanzettlich bis linealisch, ganzrandig und bespitzt.

### Blütenstand, Blüte und Frucht
In kurzen, dichten ährigen Blütenständen sitzen die Blüten einzeln in der Achsel eines blattartigen, breit eiförmigen Tragblattes, welches schmaler als die Frucht ist. Vorblätter (Brakteolen) fehlen. Die Blüten sind zwittrig. Die Blütenhülle fehlt meist, selten besteht sie aus ein bis drei durchsichtigen, trockenhäutigen Schüppchen, welche die Blütezeit (Anthese) nicht überdauern. Es sind meist drei Staubblätter vorhanden. Die Pollenkörner sind vom „Chenopodium-Typ“. Der kugelförmige Fruchtknoten trägt zwei freie Narbenäste. Die Blütezeit reicht von Juli bis September.
Die Frucht ist deutlich zusammengedrückt, breit eiförmig, mit Stützgewebe aus Makrosklereiden. Am Rand ist die Frucht breit geflügelt, die häutigen Flügel sind mindestens ein Drittel so breit wie der Same, ihr Rand ist gezähnelt. Die vertikalen Samen enthalten einen hufeisenförmigen Embryo, der das reichlich vorhandene Nährgewebe (Perisperm) umgibt.

### Chromosomenzahl
Die Chromosomenzahl ist 2n = 18.

## Vorkommen
Der Graue Wanzensame ist in Europa in der Florenzone der sommergrünen Trockenwälder und Steppen (submeridional) und im südlichen Bereich der gemäßigten Zone verbreitet. In Deutschland kommt er seit etwa 1836 vor und gilt als eingebürgerter Neophyt. Er wächst an trockenen, sandigen Ruderalstellen und auf Binnendünen. Er kommt in Mitteleuropa in Gesellschaften des Verbands Salsolion vor.

## Systematik
Die Erstbeschreibung von Corispermum marschallii erfolgte 1814 durch Christian von Steven in Mémoires de la Société Impériale des Naturalistes de Moscou, 5, S. 336–337. Ein Synonym für Corispermum marschallii Steven ist Corispermum borysthenicum Andrz.. (Nach Uotila 2011 ist der bei Tropicos als Synonym genannte Corispermum volgicum Klokov dagegen ein Synonym von Corispermum canescens Schult.).  
Die Art Corispermum marschallii gehört zur Gattung Corispermum in der Tribus Corispermeae, der einzigen Tribus der Unterfamilie Corispermoideae innerhalb der Familie der Fuchsschwanzgewächse (Amaranthaceae). Früher wurde sie zur Familie der Gänsefußgewächse (Chenopodiaceae) gestellt.